# Seehausen (Börde)
Seehausen (Börde) este un oraș din landul Saxonia-Anhalt, Germania.